# 陈家镇 (资中县)
陈家镇，是中华人民共和国四川省内江市资中县下辖的一个乡镇级行政单位。

## 行政区划
陈家镇下辖以下地区：
陈家场社区、半边街村、傅氏祠村、人和庄村、枇杷湾村、何石坝村、石庙子村、兰子湾村、新店子村、南岩寺村、陈家冲村、陈家坡村、双堰坳村、冷家湾村、高家坝村、竹林坳村、老罐堂村、王家坪村、牌坊村、芦稿冲村、黄莲桥村、玉皇观村、桂家山村、碾盘寺村、鲍家庄村、王家寺村和新峰坳村。